# Tarazá
Tarazá este un municipiu din departamentul Antioquia, Columbia.